# Holandia na Zimowych Igrzyskach Olimpijskich 2010

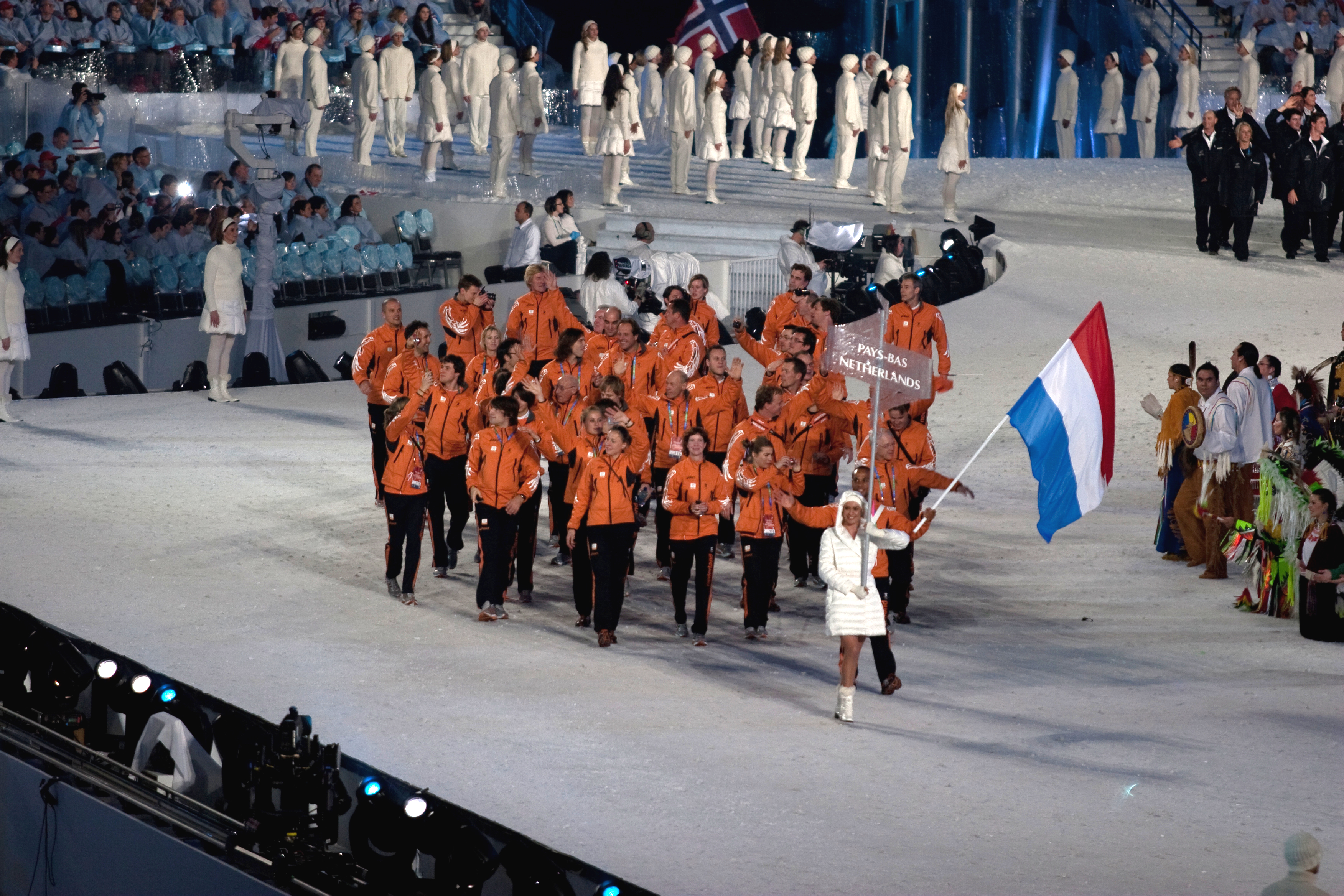
Reprezentacja Holandii podczas ceremonii otwarcia igrzysk olimpijskich

Holandię na Zimowych Igrzyskach Olimpijskich 2010 reprezentowało trzydziestu czterech zawodników.

## Medale

### Złote
- Sven Kramer – Łyżwiarstwo szybkie, 5000 m mężczyzn
- Mark Tuitert – Łyżwiarstwo szybkie, 1500 m mężczyzn
- Ireen Wüst – Łyżwiarstwo szybkie, 1500 m kobiet
- Nicolien Sauerbreij – Snowboarding, slalom gigant równoległy

### Srebrne
- Annette Gerritsen – Łyżwiarstwo szybkie, 1000 m kobiet

### Brązowe
- Laurine van Riessen – Łyżwiarstwo szybkie, 1000 m mężczyzn
- Bob de Jong – Łyżwiarstwo szybkie, 1000 m kobiet
- Jan Blokhuijsen, Sven Kramer, Simon Kuipers, Mark Tuitert – Łyżwiarstwo szybkie, bieg drużynowy mężczyzn

## Wyniki reprezentacji

### Bobsleje
Kobiety
| Osada | Zawodnik                    | Konkurencja   | Ślizg 1 | Ślizg 2 | Ślizg 3 | Ślizg 4 | Łącznie | Pozycja |
| ----- | --------------------------- | ------------- | ------- | ------- | ------- | ------- | ------- | ------- |
| NED-1 | Esme Kamphuis Tine Veenstra | Dwójki kobiet | 53,81   | 53,59   | 54,09   | 53,65   | 3:35,14 | 8.      |

Mężczyźni
| Osada | Zawodnik                       | Konkurencja     | Ślizg 1 | Ślizg 2 | Ślizg 3 | Ślizg 4 | Łącznie | Pozycja |
| ----- | ------------------------------ | --------------- | ------- | ------- | ------- | ------- | ------- | ------- |
| NED-1 | Edwin van Calker Sybren Jansma | Dwójki mężczyzn | 52,37   | 52,83   | 52,63   | 52,62   | 3:30,45 | 14.     |

### Short track
Kobiety
| Zawodnik                                                                        | Konkurencja     | Eliminacje      | Eliminacje      | Ćwierćfinały   | Ćwierćfinały   | Półfinały      | Półfinały      | Finał            | Finał          | Pozycja        |
| Zawodnik                                                                        | Konkurencja     | Czas            | Pozycja         | Czas           | Pozycja        | Czas           | Pozycja        | Czas             | Pozycja        | Pozycja        |
| ------------------------------------------------------------------------------- | --------------- | --------------- | --------------- | -------------- | -------------- | -------------- | -------------- | ---------------- | -------------- | -------------- |
| Annita van Doorn                                                                | bieg na 500 m   | 44,751          | 3.              | Nie awansowała | Nie awansowała | Nie awansowała | Nie awansowała | Nie awansowała   | Nie awansowała | 20.            |
| Annita van Doorn                                                                | bieg na 1000 m  | 1:31,516        | 2.              | 1:32,067       | 3.             | Nie awansowała | Nie awansowała | Nie awansowała   | Nie awansowała | 11.            |
| Liesbeth Mau-Asam                                                               | bieg na 500 m   | 45,135          | 4.              | Nie awansowała | Nie awansowała | Nie awansowała | Nie awansowała | Nie awansowała   | Nie awansowała | 26.            |
| Liesbeth Mau-Asam                                                               | bieg na 1000 m  | Dyskwalifikacja | Dyskwalifikacja | Nie awansowała | Nie awansowała | Nie awansowała | Nie awansowała | Nie awansowała   | Nie awansowała | Nie awansowała |
| Jorien ter Mors                                                                 | bieg na 500 m   | 45,120          | 3.              | Nie awansowała | Nie awansowała | Nie awansowała | Nie awansowała | Nie awansowała   | Nie awansowała | 23.            |
| Jorien ter Mors                                                                 | bieg na 1000 m  | Dyskwalifikacja | Dyskwalifikacja | Nie awansowała | Nie awansowała | Nie awansowała | Nie awansowała | Nie awansowała   | Nie awansowała | Nie awansowała |
| Liesbeth Mau-Asam Jorien ter Mors Annita van Doorn Sanne van Kerkhof Maaike Vos | sztafeta 3000 m |                 |                 |                |                | 4:16,520       | 3.             | 4:16,120 finał B | 1.             | 4.             |

Mężczyźni
| Zawodnik        | Konkurencja    | Eliminacje | Eliminacje | Ćwierćfinały  | Ćwierćfinały  | Półfinały     | Półfinały     | Finał         | Finał         | Pozycja |
| Zawodnik        | Konkurencja    | Czas       | Pozycja    | Czas          | Pozycja       | Czas          | Pozycja       | Czas          | Pozycja       | Pozycja |
| --------------- | -------------- | ---------- | ---------- | ------------- | ------------- | ------------- | ------------- | ------------- | ------------- | ------- |
| Sjinkie Knegt   | bieg na 500 m  | 44,448     | 4.         | Nie awansował | Nie awansował | Nie awansował | Nie awansował | Nie awansował | Nie awansował | 28.     |
| Sjinkie Knegt   | bieg na 1000 m | 1:25,449   | 2.         | 1:26,176      | 3.            | Nie awansował | Nie awansował | Nie awansował | Nie awansował | 11.     |
| Sjinkie Knegt   | bieg na 1500 m | 2:14,862   | 2.         |               |               | 2:13,870      | 5.            | Nie awansował | Nie awansował | 14.     |
| Niels Kerstholt | bieg na 500 m  | 42,180     | 2.         | 42,128        | 4.            | Nie awansował | Nie awansował | Nie awansował | Nie awansował | 16.     |
| Niels Kerstholt | bieg na 1500 m | 2:46,222   | 5.         |               |               | 2:16,352      | 7.            | Nie awansował | Nie awansował | 20.     |

### Snowboard
Kobiety
| Zawodniczka         | Konkurencja       | Kwalifikacje | Kwalifikacje | 1/8 finału      | 1/8 finału | Ćwierćfinał     | Ćwierćfinał | Półfinał      | Półfinał | Finał                | Finał   | Pozycja |
| Zawodniczka         | Konkurencja       | Czas         | Pozycja      | Przeciwniczka   | strata     | Przeciwniczka   | strata      | Przeciwniczka | strata   | Przeciwniczka        | strata  | Pozycja |
| ------------------- | ----------------- | ------------ | ------------ | --------------- | ---------- | --------------- | ----------- | ------------- | -------- | -------------------- | ------- | ------- |
| Nicolien Sauerbreij | slalom równoległy | 1:23,18      | 2.           | Isabella Laböck | wygrana    | Claudia Riegler | wygrana     | Selina Jörg   | wygrana  | Jekatierina Iluchina | wygrana | złoto   |

Mężczyźni
| Zawodnik         | Konkurencja | Kwalifikacje | Kwalifikacje | Kwalifikacje | Półfinał      | Półfinał      | Półfinał      | Finał         | Finał         | Pozycja |
| Zawodnik         | Konkurencja | zjazd 1      | zjazd 2      | Miejsce      | zjazd 1       | zjazd 2       | Miejsce       | zjazd 1       | zjazd 2       | Pozycja |
| ---------------- | ----------- | ------------ | ------------ | ------------ | ------------- | ------------- | ------------- | ------------- | ------------- | ------- |
| Dolf van der Wal | halfpipe    | 14,5         | 11,8         | 37.          | Nie awansował | Nie awansował | Nie awansował | Nie awansował | Nie awansował | 37.     |

### Łyżwiarstwo szybkie
Kobiety
| Zawodniczka         | Konkurencja   | Konkurencja   | Konkurencja   | Konkurencja   | Konkurencja    | Konkurencja    | Konkurencja    | Konkurencja    | Konkurencja    | Konkurencja    | Konkurencja    | Konkurencja    |
| Zawodniczka         | Bieg na 500 m | Bieg na 500 m | Bieg na 500 m | Bieg na 500 m | Bieg na 1000 m | Bieg na 1000 m | Bieg na 1500 m | Bieg na 1500 m | Bieg na 3000 m | Bieg na 3000 m | Bieg na 5000 m | Bieg na 5000 m |
| Zawodniczka         | Bieg 1 Czas   | Bieg 2 Czas   | Łączny czas   | Miejsce       | Czas           | Miejsce        | Czas           | Miejsce        | Czas           | Miejsce        | Czas           | Miejsce        |
| ------------------- | ------------- | ------------- | ------------- | ------------- | -------------- | -------------- | -------------- | -------------- | -------------- | -------------- | -------------- | -------------- |
| Margot Boer         | 38,511        | 38,365        | 76,87         | 4.            | 1:16,94        | 6.             | 1:58,10        | 4.             |                |                |                |                |
| Thijsje Oenema      | 38,892        | 38,869        | 77,76         | 15.           |                |                |                |                |                |                |                |                |
| Laurine van Riessen | 39,302        | 38,845        | 78,15         | 19.           | 1:16,72        | brąz           | 1:59,79        | 17.            |                |                |                |                |
| Annette Gerritsen   | 97,952        | 38,709        | 136,66        | 35.           | 1:16,58        | srebro         | 1:58,46        | 7.             |                |                |                |                |
| Ireen Wüst          |               |               |               |               | 1:17,28        | 8.             | 1:56,89        | złoto          | 4:08,09        | '7.            |                |                |
| Renate Groenewold   |               |               |               |               |                |                |                |                | 4:11,25        | 10.            |                |                |
| Diane Valkenburg    |               |               |               |               |                |                |                |                | 4:11,71        | 11.            |                |                |
| Jorien Voorhuis     |               |               |               |               |                |                |                |                |                |                | 7:13,27        | 10.            |
| Elma de Vries       |               |               |               |               |                |                |                |                |                |                | 7:16,68        | 11.            |

| Zawodniczka                                                   | Konkurencja    | Ćwierćfinał      | Półfinał        | Finał C          | Pozycja |
| Zawodniczka                                                   | Konkurencja    | Przeciwnik Czas  | Przeciwnik Czas | Przeciwnik Czas  | Pozycja |
| ------------------------------------------------------------- | -------------- | ---------------- | --------------- | ---------------- | ------- |
| Renate Groenewold Diane Valkenburg Jorien Voorhuis Ireen Wüst | bieg drużynowy | Niemcy · 3:03,38 | Nie awansowały  | Kanada · 3:02,04 | 6.      |

Mężczyźni
| Zawodnik            | Konkurencja   | Konkurencja   | Konkurencja   | Konkurencja   | Konkurencja    | Konkurencja    | Konkurencja    | Konkurencja    | Konkurencja    | Konkurencja    | Konkurencja      | Konkurencja      |
| Zawodnik            | Bieg na 500 m | Bieg na 500 m | Bieg na 500 m | Bieg na 500 m | Bieg na 1000 m | Bieg na 1000 m | Bieg na 1500 m | Bieg na 1500 m | Bieg na 5000 m | Bieg na 5000 m | Bieg na 10 000 m | Bieg na 10 000 m |
| Zawodnik            | Bieg 1 Czas   | Bieg 2 Czas   | Łączny czas   | Miejsce       | Czas           | Miejsce        | Czas           | Miejsce        | Czas           | Miejsce        | Czas             | Miejsce          |
| ------------------- | ------------- | ------------- | ------------- | ------------- | -------------- | -------------- | -------------- | -------------- | -------------- | -------------- | ---------------- | ---------------- |
| Jan Smeekens        | 35,160        | 35,051        | 70,21         | 6.            |                |                |                |                |                |                |                  |                  |
| Ronald Mulder       | 35,155        | 35,146        | 70,30         | 11.           |                |                |                |                |                |                |                  |                  |
| Simon Kuipers       | 35,662        | 35,669        | 71,33         | 20.           | 1:09,65        | 6.             | 1:46,76        | 7.             |                |                |                  |                  |
| Jan Bos             | 36,149        | 36,111        | 72,26         | 29.           | 1:10,29        | 12.            |                |                |                |                |                  |                  |
| Stefan Groothuis    |               |               |               |               | 1:09,45        | 4.             | 1:48,03        | 16.            |                |                |                  |                  |
| Mark Tuitert        |               |               |               |               | 1:09,48        | 5.             | 1:45,57        | złoto          |                |                |                  |                  |
| Sven Kramer         |               |               |               |               |                |                | 1:47,40        | 13.            | 6:14,60        | złoto          | Dyskwalifikacja  | Dyskwalifikacja  |
| Bob de Jong         |               |               |               |               |                |                |                |                | 6:19,02        | 5.             | 13:06,73         | brąz             |
| Jan Blokhuijsen     |               |               |               |               |                |                |                |                | 6:26,30        | 9.             |                  |                  |
| Arjen van der Kieft |               |               |               |               |                |                |                |                |                |                | 13:33,37         | 9.               |

| Zawodnik                                               | Konkurencja    | Ćwierćfinał       | Półfinał                    | Finał B            | Pozycja |
| Zawodnik                                               | Konkurencja    | Przeciwnik Czas   | Przeciwnik Czas             | Przeciwnik Czas    | Pozycja |
| ------------------------------------------------------ | -------------- | ----------------- | --------------------------- | ------------------ | ------- |
| Sven Kramer Simon Kuipers Mark Tuitert Jan Blokhuijsen | bieg drużynowy | Szwecja · 3:44,25 | Stany Zjednoczone · 3:43,11 | Norwegia · 3:39,95 | brąz    |